# The Paper (programma televisivo)
The Paper è un reality andato in onda negli Stati Uniti nel 2008 su MTV e trasmesso in Italia nel 2012 su iLIKE.TV. Lo show tratta le vite dello staff di un quotidiano, "The Circuit" della Cypress Bay High School, concentrandosi principalmente su quattro redattori. È ambientato a Weston, in Florida.
Era stata progettata una seconda stagione ambientata in un liceo in Texas, ma a metà produzione il progetto si è trasformato nella serie tv My Life as Liz.

## Episodi
| Stagione       | Episodi | Prima TV originale | Prima TV Italia |
| -------------- | ------- | ------------------ | --------------- |
| Prima stagione | 8       | 2008               | 2012            |